# Heksagon Tarn
Der Heksagon Tarn (englisch; bulgarisch езеро Хексагона esero Heksagona, deutsch ‚Sechsecksee‘) ist ein in ost-westlicher Ausrichtung 140 m langer und 100 m breiter Tarn am Ufer der South Bay auf der Livingston-Insel im Archipel der Südlichen Shetlandinseln. Dieser 1,04 Hektar große See liegt 1,9 km nordöstlich des Hannah Point und 1,37 km westsüdwestlich des Lukovo Point.
Britische Wissenschaftler kartierten ihn 1968, bulgarische zuletzt 2017. Die bulgarische Kommission für Antarktische Geographische Namen benannte ihn im April 2021 deskriptiv nach seiner an ein Sechseck erinnernden Form.